# 塩化メタクリロイル
塩化メタクリロイル、メタクリロイルクロリド（英語: methacryloyl chloride）、または塩化2-メチルアクリロイルは、ポリマーの製造に使われるメタクリル酸の酸塩化物である。